# Макен, Венсан
Венсан Макен (фр. Vincent Macaigne; 19 октября 1976, Париж, Франция) — французский актёр, кинорежиссёр, сценарист и драматург.

## Биография
Венсан Макен родился 19 октября 1976 года в Париже в семье известного французского бизнесмена и художника иранского происхождения. У него есть старший брат, который работает судмедэкспертом. В 1999 году Винсент начал посещать курсы в Национальной консерватории драматического искусства в Париже, которые окончил в 2002 году. В 2004 году поставил свою первую пьесу. В течение 2000-х годов Макен выступал как актёр в нескольких театральных постановках, а также написал и поставил несколько пьес. Прославился после работы в спектакле «Идиот», поставленной в 2009 году по мотивам «Идиота» Фёдора Достоевского.
В 2012 году как режиссёр снял короткометражный фильм «Что останется от нас» (фр. Ce qu'il restera de nous), который был номинирован на кинопремию «Сезар» в категории за «Лучший короткометражный фильм». Лента получила «Гран-при» Международного кинофестиваля короткометражных фильмов в Клермон-Ферране.
За фильм «Девушка 14 июля» Венсана Макена номинировали на премию «Сезар» как «самого перспективного молодого актера». В 2014 году Макен снялся в фильмах «Клуб „Грусть“» и «Эдем». В 2015 сыграл главную мужскую роль в фильме Луи Гарреля «Друзья», за что был номинирован как лучший актер на кинопремию «Люмьер» 2016 года.
Первый полнометражный художественный фильм «Дон Жуан» Венсан Макен снял в 2015 году, адаптировав одноимённую пьесу Мольера. Лента была представлена в секции кинорежиссёров на Международном кинофестивале в Локарно 2015 года.
В июле 2013 года Венсан Макен был награждён французским кавалерским Орденом Искусств и литературы.

## Фильмография (выборочная)
| Год  |     | Русское название                  | Оригинальное название            | Роль              |
| ---- | --- | --------------------------------- | -------------------------------- | ----------------- |
| 1998 | тф  | Жанна и Волк                      | Jeanne et le loup                | Сирил             |
| 2001 | ф   | Репетиция                         | La répétition                    | Анри              |
| 2002 | ф   | Нежная мужская любовь             | Le doux amour des hommes         | официант          |
| 2004 | ф   | Когда я получаю звезду            | Quand je serai star              | актер             |
| 2007 | ф   | 24 меры                           | 24 mesures                       | интерн            |
| 2008 | ф   | На войне                          | De la guerre                     |                   |
| 2009 | кор | Поломка                           | Le naufragé                      | Сильван           |
| 2011 | ф   | Мир без женщин                    | Un monde sans femmes             | Сильван           |
| 2011 | ф   | Реки                              | Rives                            | Несчастный клиент |
| 2011 | кор | Правило трех                      | La règle de trois                | Винсент           |
| 2011 | тф  | Гольдман                          | Goldman                          | Виктор            |
| 2011 | ф   | То лето страсти                   | Un été brûlant                   | Ахилл             |
| 2011 | кор | Я твой мужчина                    | i'm Your Man                     | Бруно             |
| 2013 | кор | Кингстон авеню                    | Kingston Avenue                  | Винсент           |
| 2013 | кор | Ящерицы                           | Les lézards                      | Леон              |
| 2013 | ф   | 2 осени, 3 зимы                   | 2 automnes 3 hivers              | Арман             |
| 2013 | ф   | Возраст паники                    | La bataille de Solférino         | Винсент           |
| 2013 | ф   | Девушка 14 июля                   | La fille du 14 juillet           | Патор             |
| 2013 | ф   | Гром                              | Tonnerre                         | Максим            |
| 2014 | ф   | Клуб «Грусть»                     | Tristesse Club                   | Бруно Камус       |
| 2014 | ф   | Эдем                              | Eden                             | Арно              |
| 2015 | ф   | Американская история              | Une histoire américaine          | Винсент           |
| 2015 | ф   | Друзья                            | Les deux amis                    | Винсент           |
| 2015 | кор | Воскресный обед                   | Le repas d'dominical             | Жан, озвучка      |
| 2016 | ф   | Непорочные                        | Les innocentes                   | Самуэль           |
| 2016 | ф   | Новости с планеты Марс            | Des nouvelles de la planète Mars | Жером             |
| 2017 | ф   | Праздничный переполох             | Le sens de la fête               | Жюльен, официант  |
| 2017 | ф   | Марвин, или прекрасное воспитание | Marvin ou la Belle Éducation     | Абель Пинто       |
| 2018 | ф   | Двойная жизнь                     | Doubles vies                     | Леонард Шпигель   |
| 2024 | ф   | Вне времени                       | Hors du temps                    | Поль              |

## Признание
| Год                                                                  | Категория/Награда                          | Фильм                | Результат | Результат |
| -------------------------------------------------------------------- | ------------------------------------------ | -------------------- | --------- | --------- |
| Міжнародний кінофестиваль короткометражних фільмів у Клермон-Феррані |                                            |                      |           |           |
| 2012                                                                 | Гран-при за лучший фильм                   | Что останется от нас | Победа    | [ 8 ]     |
| 2012                                                                 | Премия прессы                              | Что останется от нас | Победа    |           |
| 2012                                                                 | Специальное упоминание международного жюри | Что останется от нас | Победа    |           |
| Кинофестиваль в Мар-дель-Плата                                       |                                            |                      |           |           |
| 2013                                                                 | Лучший актёр                               | Возраст паники       | Победа    |           |
| Бомбейский международный кинофестиваль                               |                                            |                      |           |           |
| 2013                                                                 | Премия «Серебряные ворота» лучшему актёру  | Грим                 | Победа    |           |
| Премия «Сезар»                                                       |                                            |                      |           |           |
| 2013                                                                 | Лучший короткометражный фильм              | Что останется от нас | Номинация |           |
| 2014                                                                 | самый многообещающий актёр                 | Девушка 14 июля      | Номинация |           |
| Премия «Люмьер»                                                      |                                            |                      |           |           |
| 2014                                                                 | Лучший молодой актёр                       | Девушка 14 июля      | Номинация |           |
| 2016                                                                 | Лучший актёр                               | Друзья               | Номинация |           |
| Золотая звезда кино                                                  |                                            |                      |           |           |
| 2014                                                                 | Лучший молодой актёр                       | Возраст паники       | Номинация |           |
| Международный кинофестиваль в Локарно                                |                                            |                      |           |           |
| 2015                                                                 | Золотой леопард                            | Дон Жуан             | Номинация |           |